# Шенгелия, Чути Михайловна
Чути Михайловна Шенгелия (1928, село Чаквинджи, Зугдидский уезд, ССР Грузия — 2003, село Учашона, Зугдидский муниципалитет, Грузия) — колхозница колхоза имени Чарквиани Зугдидского района, Грузинская ССР. Герой Социалистического Труда (1949).

## Биография
Родилась в 1928 году в крестьянской семье в селе Чаквинджи Зугдидского уезда. Трудовую деятельность начала в годы Великой Отечественной войны на чайной плантации колхоза имени Чарквиани Зугдидского района.
В 1948 году собрала 6470 килограммов зелёного чайного листа на участке площадью 0,5 гектара. Указом Президиума Верховного Совета СССР от 29 августа 1949 года удостоена звания Героя Социалистического Труда за «получение высоких урожаев сортового зелёного чайного листа и цитрусовых плодов в 1948 году» с вручением ордена Ленина и золотой медали «Серп и Молот» (№ 4588).
Этим же указом званием Героя Социалистического Труда были награждены труженицы колхоза имени Чарквиани Алуша Ермолаевна Чухуа и Цхуцху Ясоновна Чухуа.
После замужества за председателем колхоза Леонтием Рогава переехала в село Учашона, где трудилась чаеводом в местном колхозе имени Берия Зугдидскогог района.
После выхода на пенсию проживала в селе Учашона Зугдидского района. Умерла в 2003 года. Похоронена на местном сельском кладбище.